# Gunung Ratu
Gunung Ratu is een bestuurslaag in het regentschap Lampung Barat van de provincie Lampung, Indonesië. Gunung Ratu telt 1488 inwoners (volkstelling 2010).